# Ralph Tegethoff

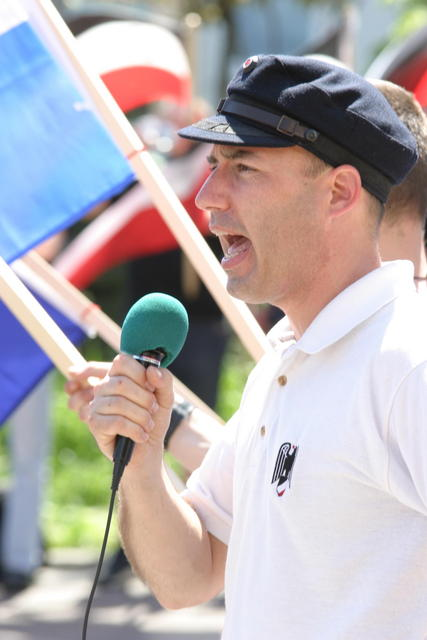
Ralph Tegethoff als Redner bei einer Neonazi-Demonstration

Ralph Tegethoff (* 1963) aus Bad Honnef ist ein führender deutscher rechtsextremer Publizist und politischer Aktivist.

## Politische Aktivitäten
Tegethoff begann seine Karriere in der rechtsextremen Szene bei der Wiking-Jugend (WJ). Im Jahr 1983 wurde er mit anderen WJ-Mitgliedern bei Sprengversuchen mit einer Rohrbombe festgenommen, in seiner Wohnung wurden Waffen gefunden. In der FAP fungierte er als stellvertretender Landesvorsitzender. Nach dem Verbot der FAP wurde der Verlagskaufmann einer der bekanntesten Aktivisten der Freien Kameradschaftsszene. Auf Demonstrationen tritt er bundesweit als Redner und zum Teil auch als Anmelder auf, so beispielsweise gegen die Wehrmachtsausstellung. Auf Veranstaltungen der Heimattreuen Deutschen Jugend (HDJ) hielt Ralph Tegethoff Vorträge vor Kindern und Jugendlichen über Generalmajor Remer und dessen militärische Einsatzbereitschaft und tiefen Glauben an Deutschland bis zum 8. Mai 1945 und die nationale Bewegung in der BRD („Funkenflug“ 2004).
Am 11. September 2004 trat Tegethoff zusammen mit Thorsten Heise und Thomas Wulff in die NPD ein. Wulff und Tegethoff zogen ihre Bewerbungen zur Wahl in den Bundesvorstand der Partei zugunsten von Heise kurz darauf zurück. Zur Landtagswahl Nordrhein-Westfalen 2005 trat Tegethoff für die NPD als Direktkandidat im Landtagswahlkreis Düsseldorf I und auf Platz 13 der Landesliste an.

## Tegethoff als Publizist
Tegethoff verfasste mehrere Aufsätze und Bücher, in denen Nationalsozialisten wie Léon Degrelle, Reinhard Heydrich, Otto Ernst Remer oder Hajo Herrmann, ein Leutnant der Legion Condor, die Wehrmacht und die SS glorifiziert werden, und stellt diese Inhalte auch auf Lesungen für die rechtsextreme Szene vor. Er war wiederholt Autor in der von Lars Käppler verantwortetem Vierteljahresschrift „Volk in Bewegung“ und der NPD-Parteizeitung „Deutsche Stimme“ (DS) und veröffentlichte im DS-Verlag.

## Veröffentlichungen
- Generalmajor Otto Ernst Remer - Kommandeur der Führer-Begleit-Division. Riesa : DS-Verlag, [2001]. ISBN 3-935102-03-8
- Die Ritterkreuzträger des Panzerkorps Großdeutschland und seiner Schwesterverbände. Riesa : DS-Verlag, [2004], ISBN 3-935102-07-0